# Pedro Ispizua Susunaga
Pedro Ispizua Susunaga (Bermeo, 29 d'abril de 1895 - Bilbao, 10 de gener de 1976) va ser un arquitecte basc.

## Biografia
En acabar els seus estudis d'arquitectura, havent realitzat pràctiques amb Gaudí en les obres de la Sagrada Família, el director de l'Escola d'Arquitectura de Barcelona, Lluís Domènech i Montaner, va posar a Ispizua en contacte amb el llavors arquitecte municipal de Bilbao, Ricardo Bastida, sota els ordres del qual Ispizua treballaria entre 1920 i 1927.

## Obres
- Ciutat Jardí Bilbaina (1922)
- Grup Escolar d'Atxuri (1923-1926)
- Kiosko de l'Arenal (1927)
- Mercat de la Ribera (1927)

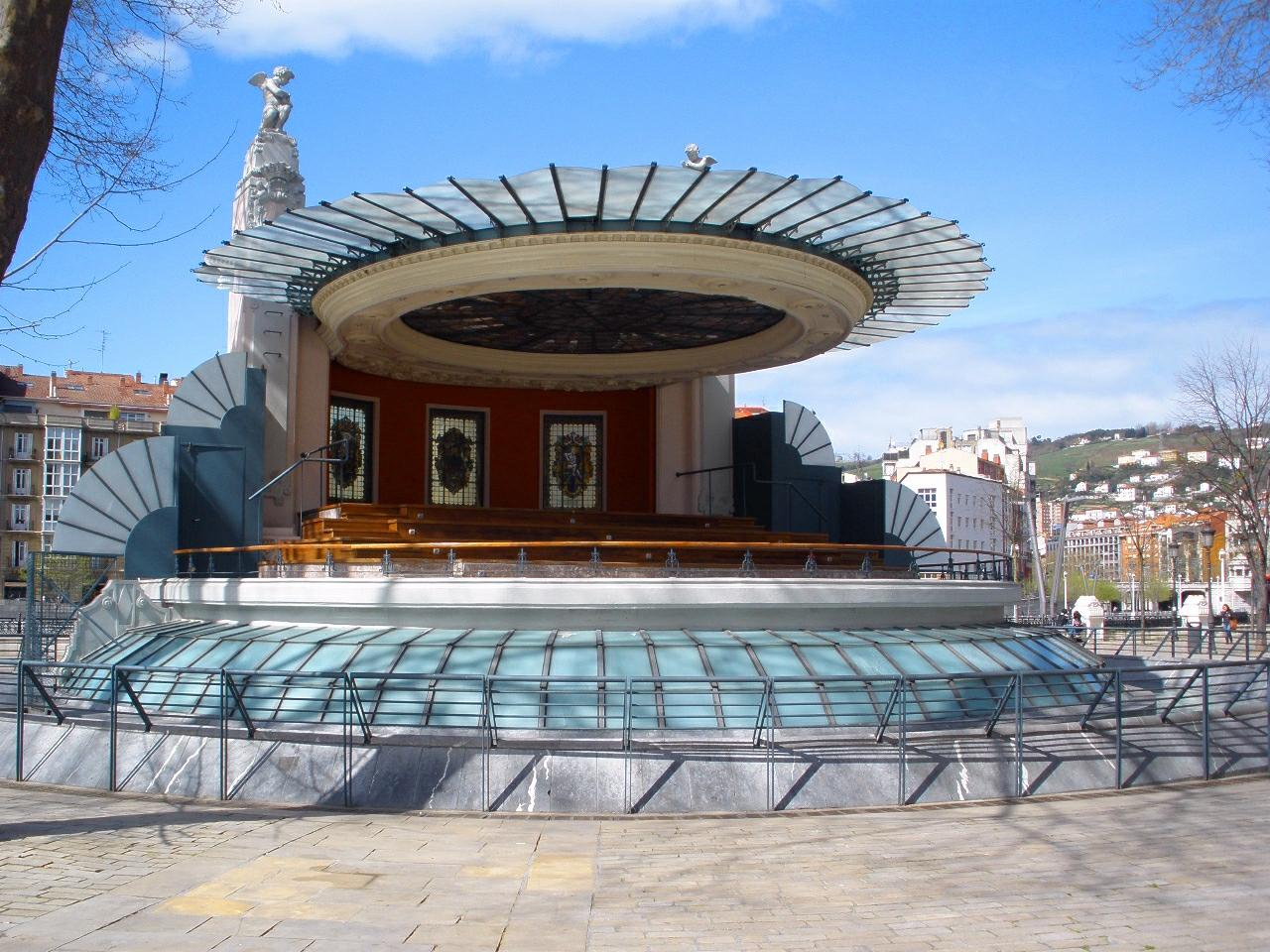
Kiosco de l'Arenal de Bilbao.

- Club Esportiu de Bilbao (1930, derrocat en 1967)
- c/ Iparraguirre, 47 (edifici d'habitatges) (1931)
- Grup Escolar Luis Briñas (1933)
- Teatre Ayala (1941-1943)
- Edifici El Tigre en Deusto (1943-1947)
- Edifici d'Aviació i Comerç de Bilbao. Projectat en 1944
- Santuari de Santa María de l'Estel, dels Germans de les Escoles Cristianes, Sant Asensio (La Rioja) (1951-1958)
- Església de Sant Felicísimo (1959)
- Església de La nostra Senyora Regna de la Pau, dels Germans Capuchinos de Valladolid (1963)